# Dustin the Turkey
Dustin the Turkey (с англ. — «Индюк Дастин») — кукольный персонаж из Ирландии, популярный у детской аудитории ирландского телевидения. Впервые кукла появилась в эфире телеканала RTÉ в 1990 году в телепередаче «The Den». Дастин — забавный «индюк», говорящий по-английски с сильным дублинским акцентом, озвучиваемый комиком Джоном Моррисоном. Помимо появления на телевидении, персонаж очень социален — сочиняет и записывает собственную музыку, пытается начать реальную политическую карьеру, и даже является Послом доброй воли в ЮНИСЕФ. В странах Европы он известен также как представитель Ирландии на конкурсе песни Евровидение 2008. На самом песенном конкурсе Дастином была исполнена песня «Irelande douze pointe» (с фр. — «Двенадцать баллов Ирландии»). Композиция была представлена в первом полуфинале (20 мая 2008), и исполнялась на двух языках: английском и французском. Песня была неоднозначно воспринята критиками и общественностью, и в итоге, заняв 15-е место в полуфинале, Индюк Дастин не смог дойти до финала Евровидения.

## Дискография

### Альбомы
- Not Just A Pretty Face
- Unplucked
- Faith Of Our Feathers
- Poultry In Motion
- Dustin’s Greatest Hits
- Bling When You’re Minging

### Синглы
- The Christmas No. 1
- Spanish Lady
- Numb
- Rat Trap
- Christmas Tree
- Good Lookin' Woman
- Fairytale of New York
- 32 Counties
- Christmas in Dublin
- Sweet Caroline
- Patricia the Stripper
- True Christmas
- Fields of Athenry
- Harrell is a Lonely Dustin
- Irelande Douze Pointe